# Bámján
Bámján (persky بامیان‎), je město v Afghánistánu ve stejnojmenné provincii. Město má okolo 60 000 obyvatel a leží přibližně 240 km od Kábulu. Bámján byl znám především díky bámjánským Buddhům, tedy dvěma obřím sochám Buddhů z 6. století. Tyto sochy byly za vlády Tálibánu v roce 2001 z 90 % zničeny.
Město leželo na trase hedvábné stezky a v dávných dobách bylo rušným místem plným poutníků i nejrůznějších obchodníků.